# Ratpenat de ferradura de Swinny
El ratpenat de ferradura de Swinny (Rhinolophus swinnyi) és una espècie de ratpenat de la família dels rinolòfids. Viu a la República Democràtica del Congo, Moçambic, Sud-àfrica, Tanzània, Zambia i Zimbàbue. El seu hàbitat natural és el bosc pluvial montà humit com també la sabana seca i humida. No hi ha cap amenaça significativa per a la supervivència d'aquesta espècie, tot i que està afectada per la desforestació.